# Liste der Museen in Heidelberg

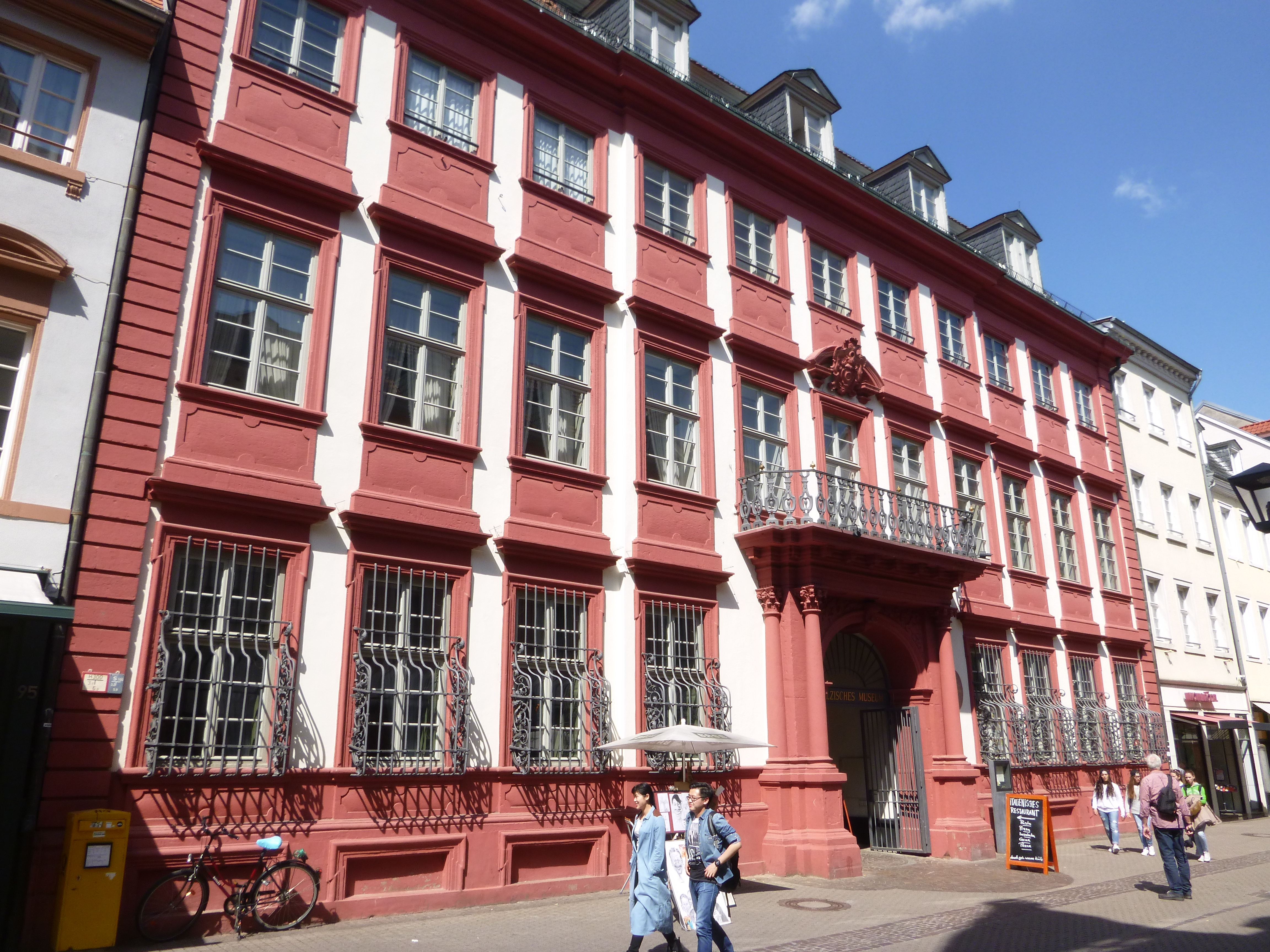
Hauptgebäude des Kurpfälzischen Museums Heidelberg in der Heidelberger Hauptstraße

Aufgrund ihrer langen Geschichte und ihres akademischen Charakters gibt es in der Stadt Heidelberg eine Vielzahl von Museen und Sammlungen. Der folgende Artikel ist eine Auflistung aller öffentlich zugänglichen Einrichtungen dieser Art.

## Museen und Sammlungen
- Carl Bosch Museum Heidelberg

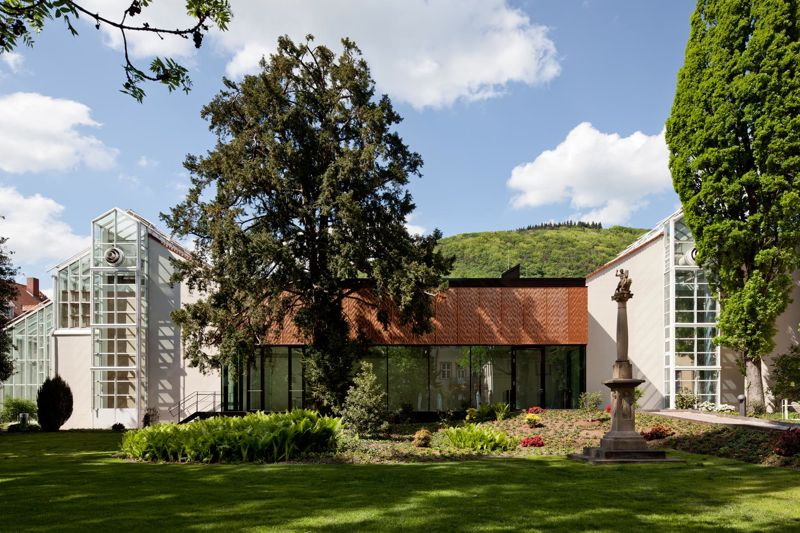
Das Gebäude des Heidelberger Kunstvereins vom Innenhof des Kurpfälzischen Museums aus

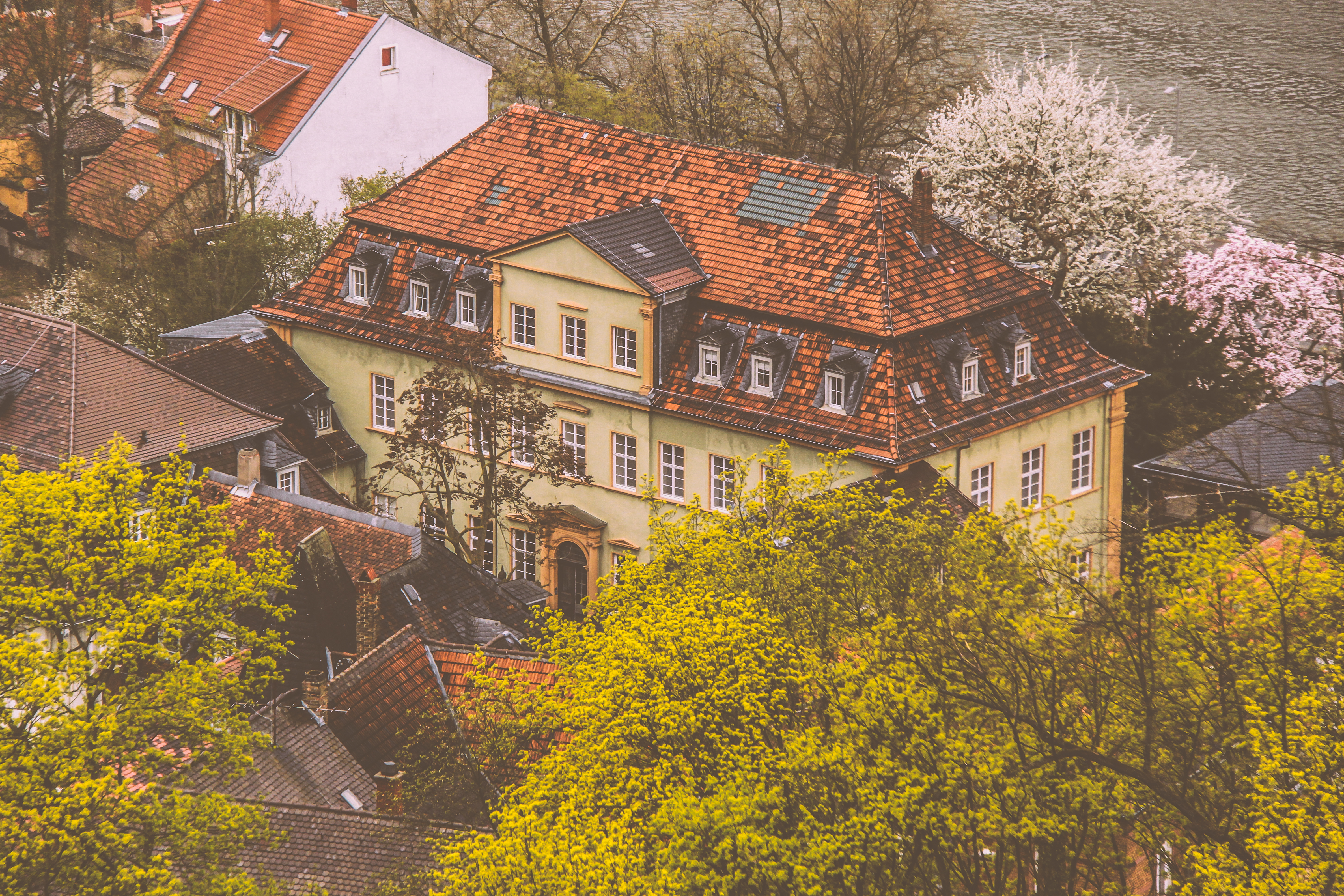
Völkerkundemuseum Heidelberg

- Deutsches Apotheken-Museum unter anderem im Apothekerturm des Schlosses
- Deutsches Rugby-Sportmuseum
- Deutsches Verpackungs-Museum
- Dokumentations- und Kulturzentrum Deutscher Sinti und Roma
- Heidelberger Kunstverein
- Heidelberger Schloss
- John Rabe Communication Centre
- Kurpfälzisches Museum Heidelberg im Palais Morass: Archäologische, kulturgeschichtliche und kunstgeschichtliche Sammlung (mit Windsheimer Altar von Tilman Riemenschneider, Werken von Emil Nolde etc.)
- Museum für sakrale Kunst und Liturgie in der Jesuitenkirche
- Museum Haus Cajeth (vor allem für naive Malerei)[1]
- Reichspräsident-Friedrich-Ebert-Gedenkstätte
- Textilmuseum Max Berk
- Völkerkundemuseum Heidelberg

## Einrichtungen der Universität
- Ägyptologisches Museum

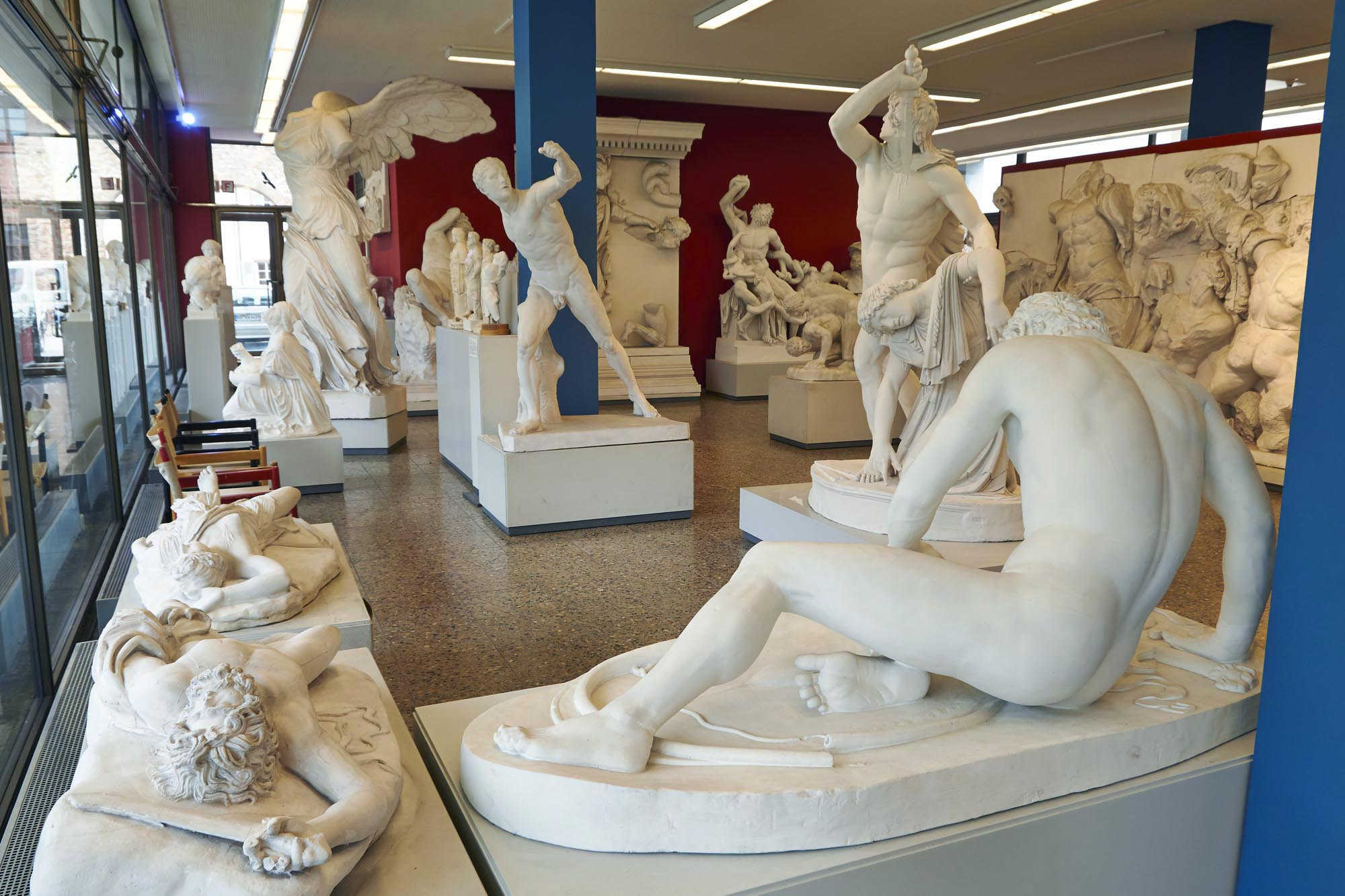
Skulpturensaal der Antikensammlung der Universität

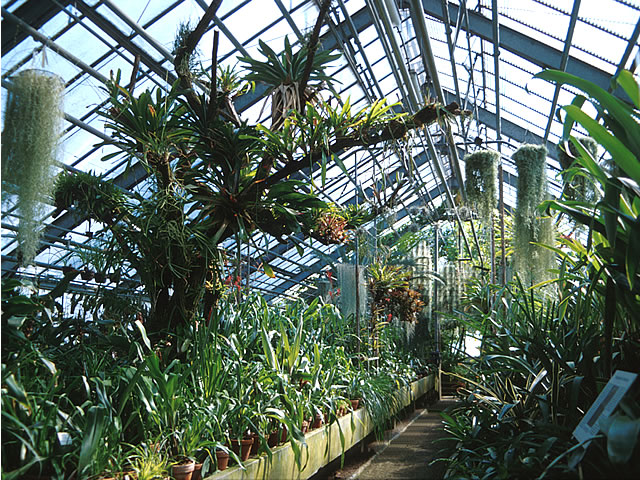
Bromelienschauhaus im Botanischen Garten

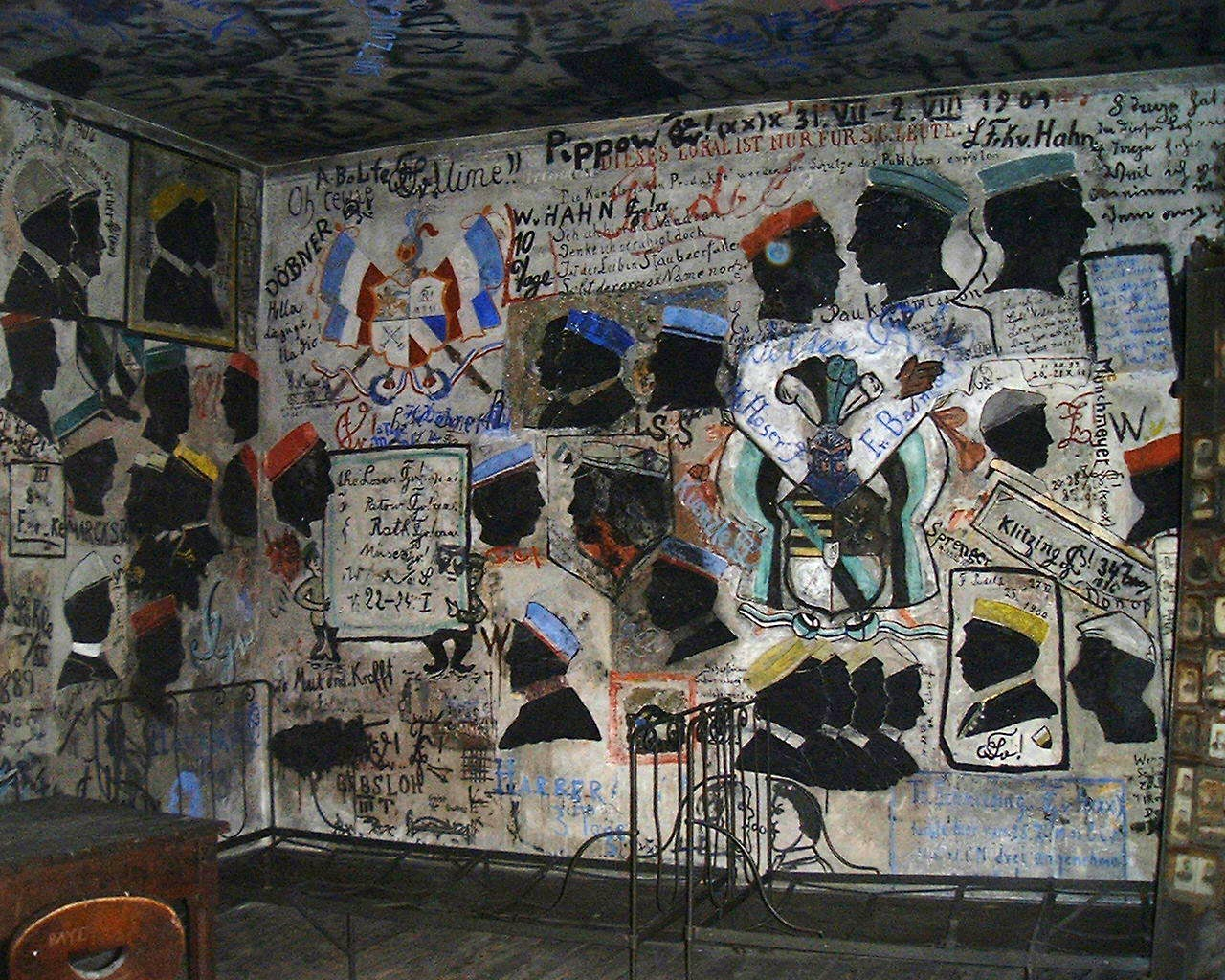
Raum im Studentenkarzer

- Antikensammlung der Universität Heidelberg
- Botanischer Garten Heidelberg
- Deutsches Tuberkulose-Archiv und Museum
- Historische Geräte und Schriftstücke der Fakultät Chemie
- Landessternwarte Heidelberg-Königstuhl
- Anatomische Sammlung der Universität
- Mineralogisches Museum, Geologisches-Paläontologisches Museum und Schausammlung des Mineralogischen Instituts
- Museum Geologie/Paläontologie
- Papyrussammlung der Universität Heidelberg
- Pathologisch-Anatomische Sammlung der Universität
- Sammlung Prinzhorn des Universitätsklinikums
- Sammlung des Ägyptologischen Instituts
- Sammlung des Südasien-Instituts
- Skulpturenpark Heidelberg Orthopädische Universitätsklinik
- Studentenkarzer
- Universitätsbibliothek Heidelberg
- Universitätsmuseum in der Alten Universität
- Uruk-Warka-Sammlung
- Zoologisches Museum der Universität

## Heimatmuseen
- Heimatmuseum Handschuhsheim
- Heimatmuseum Kirchheim
- Heimatmuseum Neuenheim
- Heimatmuseum Rohrbach
- Ortsmuseum Wieblingen[2]
- Heimatmuseum Ziegelhausen

## Firmenmuseen
- Begehbares Bilderbuch – Gasthaus „Zum Güldenen Schaf“
- Römermuseum – Die Römer und der Heidelberger Zement
- Stotz-Museum im Schulungszentrum der ABB
- Straßenbahn-Museum – Firmenmuseum der HSB
- Verpackungsmuseum Kücherer
- Museumswohnung der GGH